# Calophyllum moonii
Calophyllum moonii är en tvåhjärtbladig växtart som beskrevs av Robert Wight. Calophyllum moonii ingår i släktet Calophyllum och familjen Calophyllaceae. Inga underarter finns listade i Catalogue of Life.